# 无嘀嗒内核
无嘀嗒内核（英語：tickless kernel）也译作无空循环内核、无间断内核，它是一种定时器不以固定间隔发生，而只根据需要发生的操作系统内核。“tick”在操作系统语境下也常翻译为“时标”。
Linux内核在s390上自2.6.6开始，在i386上自2.6.21发布开始，可以使用CONFIG_NO_HZ将空闲CPU配置为关闭定时器嘀嗒（tickless或dynamic tick），而自3.10开始，转而使用CONFIG_NO_HZ_IDLE，并使用CONFIG_NO_HZ_FULL扩展为亦针对非空闲处理器。OS X 10.4往后的XNU内核和Windows 8往后的NT内核也可以无嘀嗒 。Solaris 8内核引入了循环子系统，允许任意分辨率定时器和无嘀嗒运作。FreeBSD 9介入了“动态嘀嗒模式”（也就是无嘀嗒）。